# Torbiera La Goia
Torbiera La Goia este o arie protejată (arie specială de conservare — SAC, sit de importanță comunitară — SCI) din Italia întinsă pe o suprafață de 0,2 ha, integral pe uscat.

## Localizare
Centrul sitului Torbiera La Goia este situat la coordonatele 46°06′09″N 10°20′09″E / 46.102399°N 10.335885°E.

## Înființare
Situl Torbiera La Goia a fost declarat sit de importanță comunitară în iunie 1995 pentru a proteja 14 specii de animale. Situl a fost protejat și ca arie specială de conservare în iulie 2016.

## Biodiversitate
Situată în ecoregiunea alpină, aria protejată conține 1 habitat natural: Mlaștini turboase de tranziție și turbării mișcătoare.
La baza desemnării sitului se află mai multe specii protejate:
- păsări (13): uliu păsărar (Accipiter nisus), pițigoi codat (Aegithalos caudatus), fâsă de luncă (Anthus pratensis), fâsă de pădure (Anthus spinoletta), șorecarul comun (Buteo buteo), ciocănitoare pestriță mare (Dendrocopos major), cinteză (Fringilla coelebs), forfecuță gălbuie (Loxia curvirostra), codobatură galbenă (Motacilla alba), codobatură de munte (Motacilla cinerea), pițigoi de brădet (Periparus ater), aușel cu cap galben (Regulus regulus), pănțărușul (Troglodytes troglodytes)
- amfibieni (1): Triturus carnifex

Pe lângă speciile protejate, pe teritoriul sitului au mai fost identificate 4 specii de plante, 1 specie de amfibieni, 1 specie de mamifere, 1 specie de reptile.